# Pulicaria sicula
Pulicaria sicula es una planta de la familia de las asteráceas.

## Descripción
Es una hierba que vive en los márgenes de zonas que se inundan. Es una planta muy ramificada de hojas pequeñas a menudo enrolladas sobre sí mismas. Los capítulos también son pequeños, de menos de un centímetro de diámetro. A menudo presenta coloraciones amarillentas. Se puede confundir con Dittrichia graveolens que tiene las hojas y capítulos parecidos. Esta última especie vive en márgenes de caminos y campos abandonados, por tanto tiene una ecología muy diferente a Pulicaria sicula; por otro lado, tiene todas las flores de los capítulos con lígula, mientras que en Pulicaria son tubulosas. Florece a finales del verano y otoño.

## Distribución y hábitat
Se encuentra en la región del Mediterráneo occidental, en las Islas Baleares, en suelos húmedos esporádicamente inundados. 

## Taxonomía
Pulicaria sicula fue descrita por (L.) Moris  y publicado en Flora Sardoa ii. 363. 1840.
Etimología
Pulicaria: nombre genérico que deriva del latín pulicarius para "como una pulga"
sicula: epíteto latíno que significa "una pequeña daga".
Sinonimia
- Solidago pratensis Savi [1798, Fl. Pis., 2 : 281]
- Jasonia discoidea Cass. in Cuvier [1822, Dict. Sci. Nat., 24 : 201]
- Inula sicula Bonnier & Layens [1894, Fl. Fr. : 170]
- Jasonia sicula (L.) DC. ex Decne. [1834, Ann. Sci. Nat. Bot., sér. 2, 2 : 261]
- Erigeron siculus L. [1753, Sp. Pl., éd. 1 : 864]
- Deinosmos siculus (L.) Raf. [1837, Fl. Tell., 2 : 49]
- Conyza sicula (L.) Willd.[5]